# Richard McWilliams
Richard McWilliams (* in Dublin) ist ein irischer Theater- und Filmschauspieler.

## Leben
McWilliams studierte an der Trinity College Dublin Philosophie. Später absolvierte er einen Vollzeit-Schauspielkurs an der The Gaiety School of Acting – The National Theatre School of Ireland in Dublin, den er im Juni 2010 beendete. Anschließend begann er, in Theaterstücken zu spielen. Er verkörperte die Rolle des Antipholus von Syrakus in William Shakespeares Die Komödie der Irrungen und war im Stück Easter 1916 von William Butler Yeats zu sehen. 
Sein Filmdebüt gab er 2011 im Spielfilm Paladin – Der Drachenjäger, wo er die Hauptrolle des Will Shepherd verkörperte. 2013 folgte eine der Hauptrollen in dem Film Schattenkrieger – The Shadow Cabal. Im selben Jahr wirkte er in zwei Episoden der Fernsehserie Deadly Buzz mit. Von 2014 bis 2015 war er in insgesamt 13 Episoden der Fernsehserie Fair City in der Rolle des Michael O'Brien zu sehen. Zuletzt spielte er 2017 in einer Episode der Fernsehserie Vikings mit. 2022 verkörperte er im Fernsehfilm Love's Portrait die männliche Hauptrolle des William Murphy.

## Filmografie (Auswahl)
- 2011: Paladin – Der Drachenjäger (Dawn of the Dragonslayer)
- 2013: Schattenkrieger – The Shadow Cabal (SAGA – Curse of the Shadow)
- 2013: Deadly Buzz (Fernsehserie, 2 Episoden)
- 2014–2015: Fair City (Fernsehserie, 13 Episoden)
- 2017: Vikings (Fernsehserie, Episode 5x02)
- 2022: Love's Portrait (Fernsehfilm)

## Theater (Auswahl)
- Die Komödie der Irrungen (Smock Alley Theatre)
- Easter 1916 (Dublin Fringe Festival)